# Bathylaimus tarsioides
Bathylaimus tarsioides är en rundmaskart som beskrevs av Christian Wieser 1959. Bathylaimus tarsioides ingår i släktet Bathylaimus och familjen Tripyloididae. Inga underarter finns listade i Catalogue of Life.